# 헤레틱 (비디오 게임)
헤레틱(Heretic)은 1994년 출시된 다크 판타지 1인칭 슈팅 비디오 게임이다. 레이븐 소프트웨어가 개발하고 이드 소프트웨어가 GT 인터랙티브를 통해 배급하였다. 이 게임은 2007년 8월 3일 스팀을 통해 출시하였다.
둠 엔진 수정판을 사용한 헤레틱은 인벤토리 조작, 위아래로 볼 수 있는 기능을 담은 최초의 일인칭 게임 가운데 하나이다.

## 게임플레이
헤레틱의 게임플레이는 레벨 기반 구조, 적절한 열쇠를 찾아 진행하는데 강조점을 두는 등 둠이라는 게임에서 상당한 부분을 가져왔다. 수많은 무기들은 둠의 것과 비슷하며 특히 이 초기 무기들은 둠에서 보이는 기능과 거의 정확히 동일하다.

## 개발
둠과 마찬가지로 헤레틱은 넥스트스텝에서 개발되었다. 존 로메로는 레이븐 직원들이 개발 컴퓨터를 구축하는데 도움을 주었고 이들이 어떻게 이드(id)의 도구와 둠 엔진을 사용할 수 있는지를 알려주었다.

## 릴리스
- Shadow of the Serpent Riders
- 소스 공개: 1999년 1월 11일, 헤레틱에 사용된 게임 엔진의 소스 코드가 레이븐 소프트웨어에 의해 공개되었으며, 비상업적인 목적의 라이선스로 출시되었고 2008년 9월 4일 GNU 일반 공중 사용 허가서로 재출시되었다.[4]

## 반응
헤레틱은 게임랭크스에서 62%의 점수를 PC 존에서 89%의 점수를 받았다.